# Срібнянська сотня
Срібнянська (Срібненська, Сріблянська) сотня(1649—1782 роки)
Утворена у жовтні 1649 року згідно зі Зборівською угодою у складі Прилуцького полку (99 козаків за «Реєстром»). Постійно перебувала у складі Прилуцького полку, разом з яким і ліквідована у 1782 році. Територія сотні увійшла до Чернігівського намісництва.

## Географія
Сотенний центр: містечко Срібне, сьогодні — селище Срібне, райцентр Чернігівської області.
Займала береги середнього Лисогору та його притоків: Галки, Березовиці, Тростянця. На території сотні протікала притока Удаю Утка.

## Статистика
1649 року сотня складалася з 99 козаків.
За даними ревізії 1713 року в сотні налічувалося 1512 господарства селян, які мали 55 волів, 660 коней.
1729 року в сотенному містечку і 13 селах налічувалося 530 господарств козаків, 1800 господарств селян і підсусідків.
1737 року у містечку, 13 селах, 1 слобідці та 2 хуторах налічувалося 601 господарство козаків (186 виборнихі 415 підпомічників), 23 козачих підсусідків, 1463 господарств селян і 9 підсусідків.
Під час ревізії 1764 року, після виділення 1761 року 5 сіл до Друговарвинської сотні, в сотні налічувалося 5754 душ чоловічої статі (1073 виборних козаків, 1062 козаків підпомічників та 3619 дворян, різночинців і посполитих.
1780 року, напередодні ліквідації полкового устрою, сотня налчічувала в містечку, 8 селах, 1 слобідці та 58 хуторах 84 родини привілейованих станів (22 дворян, 26 різночинців, 20 духовенства і 16 церковників), 452 двори (846 хат і 1 бездвірна хата) козаків, 1001 двір (1387 хати і 6 бездвірних хат) селян, 142 двори (233 хати і 63 бездвірні хати) козачих і посполитих підсусідків.

## Історія
Довелося срібнянській сотні схрестити свою зброю з московитами під час війни 1659 року. Літопис так описує ті події: Виговський
|  | ...заслал ординанц свой до Прилукского полковника Дорошенка, абы с полком своим станул в городи Сребном». Але князь Пожарський з царськими військами «без великого труда город Сребное достал, жителей тамошних единых вырубал, а других в полон забрал со всеми их набытками; а козаков полку Прилукского, там бывших, погромил и распудил, так же и сам полковник их Дорошенко, як заец по блотах тамошних гонений, за ледво бегством спасался от беды своея тогдашнея. |

Розташування Срібнянської сотні на мапі Прилуцького полку станом на 1781 рік.

## Населені пункти
- Березівка, село (1649-1782)
- Березівський хутір, (1649-1782)
- Блотниця, село (1649-1782)
- Васьківці (Восківці), село (1649-1761, передане до Друговарвинської сотні)
- Грицівка, село (1649-1761, передане до Друговарвинської сотні)
- Дейманівка, село (1649-1761, передане до Друговарвинської сотні)
- Довгалівка, село (1649-1782)
- Корпилівка, село (1649-1782)
- Касянівка, хутір (1729-1782)
- Лозовий хутір (1649-1761, переданий до Друговарвинської сотні)
- Никонівка, село (1649-1761, передане до Друговарвинської сотні)
- Олексинці, село (1649-1761, передане до Друговарвинської сотні)
- Охоньки, село (1649-1782)
- Слобідка Новицького Григорія, бунчукового товариша (1649-1782)
- Сокиринці, село (1649-1782)
- Срібне, містечко (1649-1782)
- Харитонівка, село (1649-1761, передане до Друговарвинської сотні)
- Юрківці, село (1649-1782) [2]

## Сотники
- Федоренко Павло (1649)
- Горленко Лазар Федорович (1658[3])
- Міщанин Сидір (1666)
- Тимченко Данило (1670—1672)
- Вовчанський Іван (1672)
- Савенко Петро (1676)
- Носенко-Білецький Іван Іванович (1680)
- Троцина Трохим Васильович (1682—1705)
- Громика Василь (1707)
- Троцина Андрій Трохимович (1707—1739)
- Іваненко Петро (1738, н.)
- Федорович Ярема (1723, н.)
- Троцина Микола Антонович (1739—1755)
- Масло Осип (1755—1772)
- Часник Олександр Васильович (1772—1775)
- Кисіль Андрій Якович (1779—1782).

## Отамани
- Міхно Михайло (?-1666.04.-?),
- Трохименко Василь (?-1676.02.-?),
- Іванович Михайло (?-1682.05.-1694-?),
- Яременко Грицько (?-1709.09.-1710.01.- ?),
- Фесак Павло Федорович (?-1725-1730.09.-?),
- Фесак Ярема Федорович (?-1731-1740),
- Василенко Іван (1734, нак.),
- Масло Осип (1740—1755.10.),
- Данчич Трохим (1755.10.-?),
- Масло Трохим (?-1759.03.-1767-?),
- Безчинній Іван (1767—1774-?),
- Парфенов-Дмитрюк Федір (1779-?),
- Мостовий Роман Трохимович (?-1781-?).

## Писарі
- Федорович Лесько (?-1666.05.-?),
- Климович Клим (?-1670.10.-?),
- Білобоцький Яків (?-1712.07.-?),
- Остапович Стефан (1725—1734),
- Білобоцький Іван (1734-?),
- Язловицький Дем'ян (?-1738.07.-1742),
- Яковенко Мартин (?-ран.1763),
- Гаврильченко Гаврило (1773—1779),
- Парфенов-Дмитрюк Яків (1779-?),
- Кузьменко Осип (?-1781-?).

## Осавули
- Мозира Процик (?-1725-?),
- Лисенко Омелько (?-1731-?),
- Сезько Антон (?-1734-?),
- Савченко Іван (1740, за осавула),
- Юрченко Леонтій (?-1746-?),
- Масло Трохим (?-1754.10.-?),
- Мостовий Трохим (1761—1775),
- Парфенов-Дмитрюк Федір (1775—1779),
- Гаврильченко Гаврило (1779—1782).

## Хорунжі
- Тимченко Остап (?-1731-1734-?),
- Павленко Кіндрат (?-1740),
- Кондратенко Андрій (1740—1748),
- Юрченко Петро (1748—1759.03.-?),
- Парфенов-Дмитрюк Федір (1768—1775),
- Парфенов-Дмитрюк Яків (1775.4.11.-1779),
- Тимошенко Григорій (1779—1782).[2]